# Музыка сфер (Доктор Кто)
«Музыка сфер» — мини-эпизод четвёртого сезона сериала «Доктор Кто». Премьера серии состоялась 27 июля 2008 года на канале BBC One.

## Сюжет
Специальный эпизод, выпущенный для концерта Доктора Кто на BBC Proms.